# San Bartolomé de Béjar
San Bartolomé de Béjar är en kommun i Spanien.   Den ligger i provinsen Provincia de Ávila och regionen Kastilien och Leon, i den centrala delen av landet, 170 km väster om huvudstaden Madrid.